# Tagessegen
Der Tagessegen ist eine seit 2005 täglich erscheinende christliche Sendung in Form eines Video- oder Audioimpulses mit einem Segenswort, die sowohl im Internet, zum Beispiel via katholisch.de, als auch im Fernsehen abrufbar ist. Seit 2023 spendet ein römisch-katholische Ordenspriester, der Kapuziner Paulus Terwitte, täglich den Segen.

## Inhalt und Ablauf
Der Tagessegen vermittelt täglich in etwa zwei Minuten eine kurze geistliche Ermutigung, häufig basierend auf dem Evangelium des Tages. Zentrales Element jeder Folge ist ein abschließender Segen für den Tag, der auf eine Auslegung eines biblischen Textes folgt. Die Sendung richtet sich primär an Christen, wird aber zunehmend auch allgemein abgerufen, da der geistliche Impuls religionsübergreifend positiv aufgenommen wird.

## Geschichte
Der Tagessegen wurde von Pfarrer Heinz Förg aus dem Bistum Mainz eingeführt und über viele Jahre hinweg von ihm gestaltet. Nachdem er aus gesundheitlichen Gründen seine Tätigkeit nicht mehr ausüben konnte, übernahm der Kapuziner Bruder Paulus Terwitte die tägliche Gestaltung der Sendung. Die redaktionelle Betreuung erfolgt durch die Katholische Fernseharbeit in Zusammenarbeit mit katholisch.de.

## Ausstrahlung und Verbreitung
Der Tagessegen erscheint täglich auf verschiedenen Plattformen, darunter die Webseiten katholisch.de und kirche.tv, sowie auf YouTube, Spotify, Apple Podcasts und der Website des Fernsehsenders Bibel TV. Zusätzlich wird der Tagessegen in der Regel morgens gegen 07:58 Uhr im Fernsehprogramm von Bibel TV ausgestrahlt. Die Beiträge sind jeweils nach Datum geordnet abrufbar und archiviert.

## Sprecher
Hauptverantwortlicher Sprecher ist seit 2023 Bruder Paulus Terwitte OFMCap, ein deutscher Ordenspriester, Publizist und Medienvertreter. Er ist unter anderem aus Mediensendungen wie die Impulse „Mensch, Paulus!“ bekannt und tritt regelmäßig in öffentlichen Debatten auf. Für seine Arbeit wurde ihm das Bundesverdienstkreuz verliehen.

## Rezeption
Der Tagessegen wird primär im deutschsprachigen Raum täglich mehrere zehntausend Mal pro Folge auf YouTube und den Podcast-Portalen abgerufen. Er wird in pastoralen Zusammenhängen, Andachten sowie zur privaten Besinnung verwendet. Auch in den Kommentarsektionen ist die Rückmeldung der Zuschauer durchweg positiv.